# اتحاد دوري الرجبي اللبناني
اتحاد دوري الرجبي اللبناني (LRLF) هو الاتحاد الرسمي لدوري الرجبي في لبنان، والاتحاد عضو في الاتحاد الأوروبي لدوري الرغبي والاتحاد الدولي لدوري الرجبي [الإنجليزية].
انتقل اتحاد دوري الرجبي اللبناني من مقره الأصلي في سيدني أستراليا، ومقره الآن في صفرا في لبنان.

## التاريخ
شكل مجموعة من لاعبي دوري الرجبي من أصل لبناني، ومعظمهم من مدينة سيدني الداخلية، فريقًا لبنانيًا بهدف الدخول إلى كأس العالم للرجبي عام 2000، وتم قبولهم في البطولة التأهيلية بناءً على اتفاق يهدف لتطوير دوري الرجبي داخل لبنان.
تشكلت لجنة رابطة الرجبي اللبنانية في عام 2003 برئاسة محمد حبوس، وكان مقرها في البداية في سيدني في أستراليا.
منحت لجنة رابطة الرجبي اللبنانية وضع الاتحاد الكامل في لبنان في 30 ديسمبر 2009.
في عام 2010 غيّرت لجنة رابطة الرجبي اللبنانية شعارها، واعتمدت تقديم منافسة من قبل بشير سرور من بيروت. يشتمل التصميم على تمثيل لبطولة دوري الرجبي وأرز العلم اللبناني والأرقام "XIII" التي تمثل دوري الرجبي. يمثل استخدام اللون الأحمر «الشدة والقوة» بينما يمثل اللون الأخضر الأرز، وتمثل الحواف الحادة للخط المستخدم في "LRLF" شدة وخشونة هذه الرياضة.

## روابط خارجية
- الموقع الرسمي